# Bisse de Salins
Le Bisse de Salins est un bisse valaisan de 12 kilomètres de long situé sur le district de Conthey, district de Sion et district d'Hérens, il traverse les communes de Nendaz, Veysonnaz et Sion.

## Histoire
Le bisse de Salins fut creusé en 1435 par les agriculteurs de la région pour amener l'eau de la Printze aux cultures de la commune de Nendaz, Veysonnaz, Salins, Les Agettes et de Sion.
Encore en fonction de nos jours, il irrigue les mayens, prés, vergers et cultures de Beuson, les Biolley et Salins. En 1435, la région de Nendaz fait partie des possessions du duc de Savoie. Cette année-là, le major de Brignon, Cavelli, autorise au nom du duc de Savoie, la construction du canal.
Le chemin traverse des milieux très différents. Tout d’abord une forêt humide à la verticale du village de Beuson avant d’arriver à la passerelle métallique jetée sur le torrent de l’Ojintse et ensuite une prairie sèche qui s’est installée sur une moraine orientée au sud. La flore de cette région aride vaut le détour. Par une chaude journée d’été on peut aussi admirer la mante religieuse.

## Géographie
- Départ : Plan Désert (Beuson), 1 170 m
- Arrivée : Bramois, 511 m
- Longueur : 12 km

À l'heure actuelle, le bisse est alimenté en eau de mai à septembre sur la totalité de son parcours.